# Емблема Франції
Сучасна державна емблема Франції стала символом Франції після 1953 року, хоча і не отримала правового статусу офіційного герба держави. З 2003 року всі державні адміністрації використовують логотип з Маріанною на тлі французького прапора.
На багатьох інших офіційних документах (наприклад, на обкладинці паспорта) зображена неофіційна емблема Франції. Емблема складається з:
- пельти з головою лева і монограмою «RF», що означає République Française (Французька республіка)
- гілки оливи, що символізує мир
- дубової гілки, що символізує мудрість

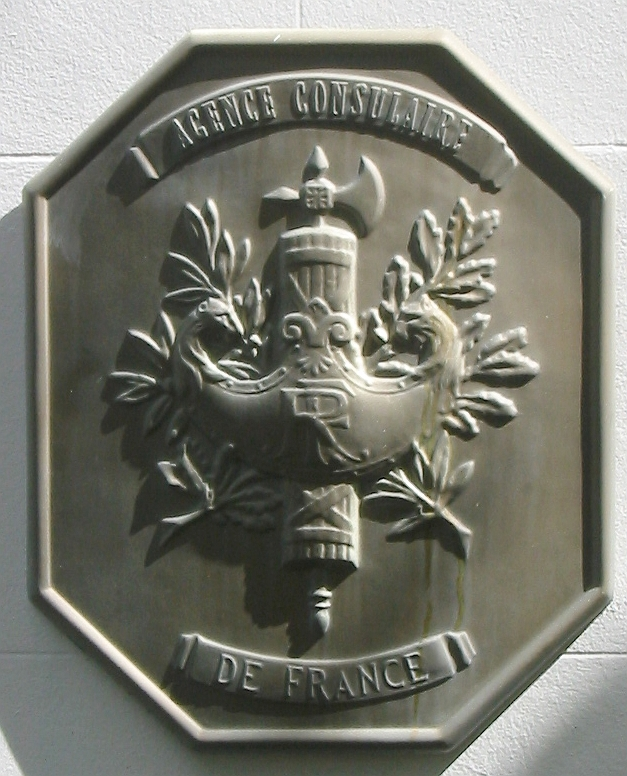
Цей символ використовується на табличках для маркування французького консульства

Офіційний логотип Французької Республіки

- фасції, яка є символом правосуддя

## Історія
| Герб Франції | Опис                                                                                   | Термін використання |
| ------------ | -------------------------------------------------------------------------------------- | ------------------- |
|              | France Ancien, королівський герб                                                       | до 1376             |
|              | France Moderne, королівський герб                                                      | 1376—1589           |
|              | Королівський Герб Королівства Франції, став гербом Франції при Генріху IV Наварському  | 1589—1789           |
|              | Французька конституційна монархія (1791—1792)                                          | 1790 — 1792         |
|              | Перша французька республіка                                                            | 1792 — 1804         |
|              | Герб Першої імперії при Наполеоні I                                                    | 1804—1814           |
|              | Після реставрації королівського дому Бурбонів, відновлено дореволюційний герб Франції. | 1814—1830           |
|              | Після революції 1830 року, під час останнього короля Франції Луї-Філіппа I             | 1830—1848           |
|              | Герб Другої імперії при Наполеоні III                                                  | 1852—1870           |
|              | Неофіційний герб Третьої Республіки                                                    | 1898—1940           |
|              | Неофіційний герб Режиму Віші                                                           | 1940—1944           |
|              | Герб Тимчасового уряду                                                                 | 1944—1946           |
|              | Неофіційний герб Четвертої республіки                                                  | 1946—1958           |
|              | Неофіційний герб П'ятої республіки                                                     | 1958—т.ч.           |